# Tomas Trainini
Tomas Trainini, né le 23 septembre 2001 à Brescia, est un coureur cycliste italien.

## Biographie
Tomas Trainini commence le cyclisme à l'âge de 6 ans au club de la commune de Gussago. En 2019, il remporte deux courses chez les juniors (moins de 19 ans) : une étape de la Course de la Paix juniors et le Trofeo Comune di Vertova.
Il passe professionnel à partir de 2021 au sein de la formation Bardiani-CSF-Faizanè, qui l'engage pour trois ans. Cependant, le 5 avril 2022, il annonce arrêté sa carrière de coureur, à 20 ans. Il explique : « Je n'avais plus la motivation pour continuer à être un cycliste professionnel. Et comme l'équipe m'a toujours super bien traité, ça ne me faisait pas du bien de continuer comme ça. J'ai donc décidé de résilier le contrat ». 

## Palmarès
- 2018
  - 1re étape des Tre Giorni Orobica (contre-la-montre par équipes)
  - 2e du championnat d'Italie du contre-la-montre par équipes juniors
- 2019
  - 2e étape secteur B de la Course de la Paix juniors
  - Trofeo Comune di Vertova